# Беатриса де Вьенн
Беатриса де Вьенн (1160—1230) — графиня Савойи, супруга графа Савойи Гумберта III.

## Биография
Беатриса родилась в 1160 году в Вене и была вторым ребёнком Жерода I Макона и Моретты де Салинс. Она принадлежала к дому Макон и имела семь братьев и сестёр.
После смерти своей третьей жены в 1175 году граф Савойи Гумберт III был безутешен и отказался вступить в повторный брак; однако у него не было наследника мужского пола. Его советники убедили его жениться на Беатрисе в следующем году. Она родила двоих детей:
- Томас I (1178 — 1 марта 1233), граф Савойи, Аосты и Морьена с 1189;[3]
- дочь (умерла в возрасте 7 лет)

Беатриса умерла в 1230 году в Шампане, Аквитания, Франция.